# Ramón Menéndez Pidal
 (janvier 2023).
Si vous disposez d'ouvrages ou d'articles de référence ou si vous connaissez des sites web de qualité traitant du thème abordé ici, merci de compléter l'article en donnant les références utiles à sa vérifiabilité et en les liant à la section « Notes et références ».
Pour les articles homonymes, voir Menéndez.
Ramón Menéndez Pidal, né à La Corogne le 13 mars 1869 et mort à Madrid le 14 novembre 1968, est un érudit espagnol, philologue, historien, folkloriste et médiéviste, fondateur de l'école philologique espagnole et membre de la Génération de 1898.

## Biographie
Il étudie à l'université de Madrid, où il est le disciple de Marcelino Menéndez Pelayo. En 1899, il obtient à l'université de Madrid la chaire de philologie romane qu'il conservera jusqu'à sa retraite.
En 1902, il est élu à l'Académie royale espagnole, où Menéndez Pelayo prononce le discours de bienvenue.
Nommé commissaire du roi Alphonse XIII lors du conflit frontalier entre le Pérou et l'Équateur en 1905, il en profite, une fois sa mission achevée et l'arbitrage accepté par les deux pays, pour voyager dans des pays voisins et y étudier les survivances du romancero traditionnel espagnol.
En 1900, il épouse María Goyri, la première femme à avoir fait officiellement des études à la Faculté de philosophie et des lettres de Madrid, dont elle était sortie en 1896. En sa compagnie, il fait de nombreuses excursions sur les territoires de la Vieille-Castille, pour y recueillir des romances.

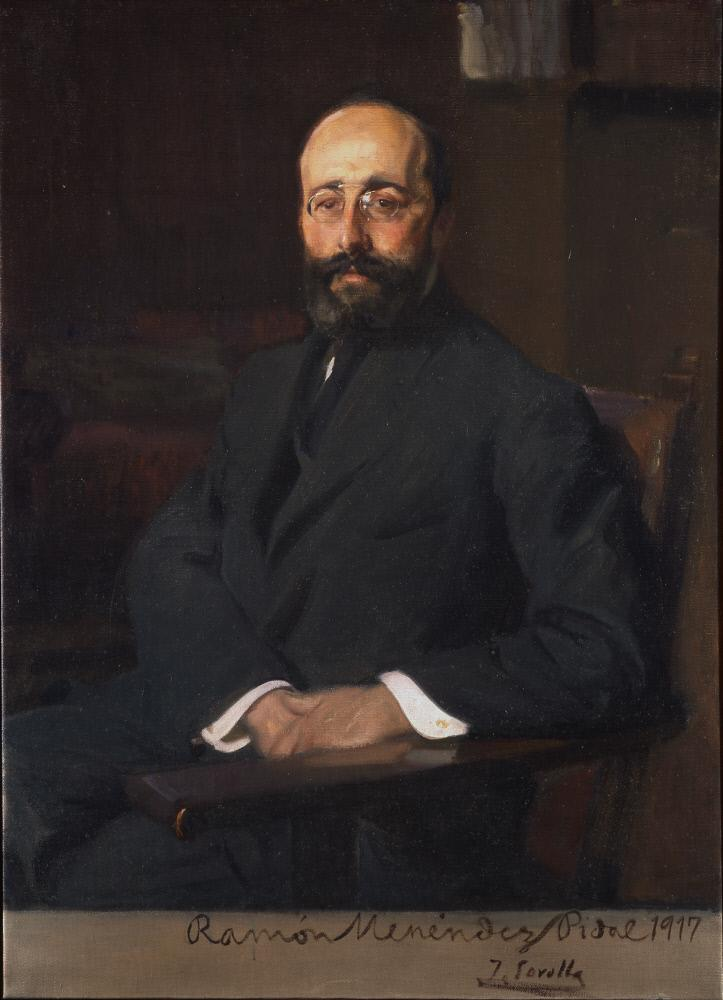
Ramón Menéndez Pidal, vers 1917
Joaquín Sorolla
The Hispanic Society of America, New York

De 1911 à 1914, il est le directeur de l'École espagnole d'histoire et d'archéologie de Rome.
En 1925, il est élu directeur de l'Académie royale espagnole. En 1939, parce qu'il désapprouve les décisions prises par le pouvoir politique quant à la situation de certains de ses membres, il se démet de sa charge, mais il est réélu directeur en 1947 et le reste jusqu'à sa mort, ayant obtenu ce qu'il avait demandé huit ans plus tôt : que les fauteuils de l'Académie ne soient pas occupés par de nouveaux titulaires avant le décès des académiciens exilés.
Lors des grèves de 1963, il mènera la protestation des intellectuels contre les actes de torture infligés aux familles des mineurs par le régime franquiste.

## Travaux
En 1893, l'Académie royale espagnole récompense son étude sur El Cantar de Mio Çid, qu'il ne publie que plusieurs années plus tard. Son premier livre important est La leyenda de los infantes de Lara (La Légende des infants de Lara) (1896), une étude exhaustive de la légende et de sa transmission jusqu'au XXe siècle, très importante car elle porte en germe sa tentative d'expliquer dans sa totalité la poésie épique primitive de la Castillane médiévale, poésie à l'époque négligée par la critique. Sa thèse se résume dans l'origine orale, anonyme et fragmentaire des chansons de geste. Il continue de développer cette idée dans sa thèse de doctorat, Cantar del Mío Cid: texto, gramática y vocabulario (1908-1912), une édition paléographique accompagnée de notes d'érudition importantes, mais que la critique actuelle n'accepte pas obligatoirement.
Il reconstruit en outre la grammaire de l'époque à partir du matériel linguistique de cette œuvre, ce qui jette les bases de sa Gramática histórica (Grammaire historique), ouvrage fondamental qui lui vaut un prix de l'Académie royale d'histoire.
Il entreprend ensuite, dans les Crónicas generales de España (Catalogue de la Bibliothèque royale), l'étude systématique de l'historiographie espagnole. Grâce à sa chaire et au Centro de Estudios Históricos (Centre d'études historiques), dont il est nommé directeur en 1910, et grâce aussi à une institution liée au krausisme, l'Institution libre d'enseignement (Institución Libre de Enseñanza), il est à l'origine de ce qui deviendra le Consejo Superior de Investigaciones Científicas (équivalent espagnol du Centre national de la recherche scientifique). Son travail à l'Université et au CEH forme toute une génération de philologues espagnols : Tomás Navarro Tomás, Américo Castro, Dámaso Alonso, Rafael Lapesa et Alonso Zamora Vicente, entre autres, dont une grande partie doit choisir l'exil après la fin de la guerre civile. En 1925, à l'occasion des noces d'argent de son professorat, ses élèves et ses amis lui offrent un hommage consistant en trois volumes de recherches auxquels ont collaboré 135 auteurs espagnols et étrangers.
En 1902, à l’occasion de sa réception à l'Académie de la langue espagnole, il présente El condenado por desconfiado de Tirso de Molina. En 1904, il publie son Manual de Gramática histórica española, qui sera maintes fois réimprimé et enrichi. En 1912, il est admis à la Real Academia de la Historia avec un discours sur la chronique générale qu'Alphonse X lui avait demandé de composer. En 1914, il fonde la Revista de Filología Española, qui publie les travaux rédigés par ses élèves Tomás Navarro Tomás, Rodolphe Lenz, Wilhelm Meyer-Lübke et lui-même ; c'est ainsi que les études hispanistes ne sont plus l'apanage d'historiens étrangers. Il y publie des études sur Elena y María, sur les restes du Cantar de Roncesvalles, sur le vocalisme dans la toponymie ibérique, etc. Après la disparition de la revue en 1939, ses disciples, Amado Alonso et Dámaso Alonso, reprennent le projet en créant des revues distinctes de recherche philologique. Il publie en 1924 Poesía juglaresca y juglares, où il étudie les origines de la poésie en Castille et ses relations avec les cours des seigneurs et où il reconstruit grâce à divers témoignages fragmentaires l'une des premières serranilles.
La epopeya castellana a través de la literatura española (1910), traduite par H. Merimée sous le titre L'Épopée castillane à travers la Littérature espagnole, démontre la persistance de la tradition épique castillane, grâce au Romancero et au théâtre classique baroque espagnol, jusqu'à nos jours — pendant son voyage de noces, Menéndez Pidal s'était aperçu que des romances d'origine médiévale étaient toujours récitées dans les villages et il étudia ces manifestations orales de la poésie épique, qui n'existent dans aucune autre culture en dehors de l’ex-Yougoslavie. En 1925, il publie une savante étude historique, La España del Cid (1929), puis Reliquias de la poesía épica española (1952), Romancero hispánico (1953) et Poesía juglaresca y juglares, dont la dernière rédaction date de 1957.
Ses œuvres strictement philologiques sont Manual elemental de Gramática Histórica española (1904), dont l'importance vient de ce qu'il a introduit les méthodes scientifiques dans la philologie hispanique, Orígenes del español (1926), analyse monumentale et d'une profonde érudition des débuts historiques du castillan, l'auteur se tenant au respect scientifique le plus scrupuleux des lois phonétiques, Toponimia prerrománica hispana (1953), etc. Il est également l'auteur de divers travaux sur la stylistique, tels que La lengua de Cristóbal Colón y otros ensayos (1942), où il analyse les particularités linguistiques et stylistiques de Thérèse d'Avila, de Christophe Colomb, etc.
En 1935, il conçoit le projet de rédiger collectivement une grande histoire de l'Espagne, qui n'a été terminée qu'à une époque récente. Parmi ses œuvres historiques, on cite La idea imperial de Carlos V (1938). Son opinion sur Bartolomé de las Casas, en qui il ne voyait guère plus qu'un paranoïaque, et qu'on trouvera dans El Padre Las Casas: su verdadera personalidad (1963), reste très discutée.